# پول احمقانه
پول احمقانه یا سرمایه‌گذاری خرد (به انگلیسی: Dumb Money) فیلمی محصول سال ۲۰۲۳ و به کارگردانی کریگ گیلسپی است. در این فیلم بازیگرانی همچون پل دینو، پیت دیویدسون، وینسنت دن آفریو، آمریکا فررا، نیک آفرمن، آنتونی راموس، سباستین استن، شیلین وودلی، ست روگن، گیم‌استاپ، کیت برتون، کلنسی براون، بایجو بهات، دین دی‌هان و اولیویا ترلبی ایفای نقش کرده‌اند.